# La aventura de crecer
La aventura de crecer es un programa de televisión chileno transmitido por TVN, producido por Argumental Films, y presentado por Ignacio Franzani. Es un espacio realizado por el Departamento de Comunicaciones de la Junta Nacional de Jardines Infantiles (Junji), que muestra las experiencias educativas de los establecimientos de la institución. Se estrenó el 23 de noviembre de 2019 y es exhibido los días sábados a las 9:00 horas.

## Formato y contenido
El programa adopta un enfoque documental y testimonial, presentando historias de niños y familias en diferentes contextos sociales y culturales. A través de entrevistas, observaciones y material educativo, La aventura de crecer busca ofrecer información basada en evidencia científica sobre el desarrollo infantil. Cada episodio explora un tema específico, como el apego, la autonomía, la comunicación, la educación temprana y la relación con el entorno.
Además de los relatos personales, el programa cuenta con la participación de expertos en psicología, educación y pediatría, quienes entregan herramientas y recomendaciones para los padres y cuidadores. Su objetivo principal es fomentar una crianza respetuosa e informada, promoviendo el bienestar infantil en distintas etapas de la vida.

## Producción y transmisión
La aventura de crecer es una producción de Argumental Films, una casa productora chilena especializada en contenidos audiovisuales de carácter educativo y cultural. Su estreno en TVN responde a una iniciativa por parte del canal para fortalecer su oferta de programas de interés público, con énfasis en la educación y la familia.
La serie ha sido bien recibida por su enfoque accesible y pedagógico, permitiendo que tanto familias como profesionales de la educación encuentren en sus capítulos una herramienta útil para comprender mejor el desarrollo infantil.

## Recepción y crítica
El programa ha recibido comentarios positivos de expertos en educación y crianza, quienes destacan su contribución a la difusión de conocimientos sobre el desarrollo infantil. 

## Equipo de producción
El equipo de producción está conformado por:
- Dirección: Jonathan Carriel.
- Editor periodístico: José Miguel Soto.
- Editor de contenido TVN: Carolina Alcayaga.
- Producción general: Daniela Liendo.
- Coordinación de producción: Natalia Valdés.
- Producción de campo: Rodrigo Correa.
- Periodista: Beatriz Sánchez.
- Adquisiciones Junji: Sergio Cárcamo.
- Asesoría de calidad educativa Junji: Elizabeth Barriga.
- Segunda cámara: Alejandro Espinoza.
- Foquistas: Piero Leiva y Pablo Vergara.
- Montaje y posproducción: Daniela Toscano y Natalia Muñoz.
- Animación: Leftaro Zebrak y Paula Varas.
- Diseño gráfico: Daniel Cortés.
- Sonido directo: Pedro Martínez.
- Posproducción de sonido: Ignacio Cubillos.

## Episodios
| N.º | Título | Fecha de emisión original | Audiencia (puntos) |
| --- | ------ | ------------------------- | ------------------ |
| 1 | —      | 23 de noviembre de 2019   | —                  |
| Ignacio Franzani visitó un par de jardines infantiles donde los niños aprenden sobre ciencia, arte y la protección del entorno a través del reutilización de recursos. Primero, viajó al Jardín Rabito de Arica, donde existe un centro de experiemntación medioambiental, en el que los niños trabajan en áreas como el circuito del agua, compostaje y las energías renovables, entre otras. Luego, en el Jardín Gabriela Mistral de Peñalolén, los párvulos utilizaron materiales reutilizados para la creación de pinturas. |        |                           |                    |